# Mario Bacher
Mario Bacher (* 6. September 1941 in Formazza; † 16. Juli 2014 in Verbania) war ein italienischer Skisportler, der in der Nordischen Kombination und im Skilanglauf an Wettkämpfen teilnahm.
Bacher, der für den SC Formazza und den G.S. Forestale aus Rom startete, trat international erstmals bei den Nordischen Skiweltmeisterschaften 1962 in Zakopane in Erscheinung, wo er den 24. Platz in der Nordischen Kombination errang. Bei den Olympischen Winterspielen 1964 in Innsbruck war er als Ersatzstarter nominiert, kam aber nicht zum Einsatz und lief bei den Nordischen Skiweltmeisterschaften zwei Jahre später in Oslo auf den 18. Platz über 50 km. Bei seiner einzigen Teilnahme an Olympischen Winterspielen im Februar 1968 in Grenoble belegte er den 12. Platz über diese Distanz. Bei den Nordischen Skiweltmeisterschaften zwei Jahre später kam er in Štrbské Pleso auf den 21. Platz über 50 km. Er beendete im Jahr 1973 seine Karriere in der Nationalmannschaft und war danach für einige Jahre als Skilanglauftrainer der B-Mannschaft tätig. Bei italienischen Meisterschaften wurde er im Jahr 1962 Zweiter in der Nordischen Kombination, 1966 Zweiter über 50 km und 1968 Zweiter über 30 km. Sein Vater Achille Bacher nahm als Skilangläufer an den Olympischen Winterspielen 1924 teil.